# Medal Obrony za Chwalebny Wysiłek
Medal Obrony za Chwalebny Wysiłek (duń. Forsvarets Medalje for Fortjenstfuld Indsats, skr. Fsv.M.3) – duńskie wojskowe odznaczenie ustanowione 7 grudnia 2009 jako bezpośredni następca Medalu Obrony, przyznawany przez Szefa Sił Zbrojnych (dosł. „Szefa Obrony”, dun. Forsvarschefen) przedstawicielom duńskiego personelu wojskowego i cywilnego, którzy wykazali się zasługami zawartymi w nazwie tego medalu. Mogą nim być nim nagradzani także inni Duńczycy i obcokrajowcy, którzy wykazali się szczególnie chwalebnym wysiłkiem na rzecz duńskich sił zbrojnych.
W duńskiej kolejności starszeństwa odznaczeń medal znajduje się obecnie (na listopad 2021) za swoim poprzednikiem Medalem Obrony, a przed Medalem Obrony za Międzynarodową Służbę.
Medal ma średnicę 30 mm, wykonywany jest ze srebra. Na awersie znajduje się główny motyw duńskiego herbu (trzy lwy kroczące w słup i dziewięć serc – podobnie jak dziewięć innych wojskowych medali). Na rewersie umieszczany jest wieniec dębowy, a w jego wnętrzu – rok nadania i miejsce. Kolejne przypadki otrzymania medalu grawerowane są na rancie medalu.
Medal mocowany jest do wiązanej w pięciokąt czerwonej wstążki z dwoma białymi wąskimi paskami wzdłuż każdej krawędzi. Drugie nadanie medalu oznaczane jest (poza wspomnianym grawerunkiem na rancie) poprzez umieszczenie na wstążce lub baretce srebrnego dębowego liścia (oznaki męstwa), a trzecie nadanie – złotego dębowego liścia.
Formę medalu wykonał medalier Jan Petersen.